# River Radamus
River Radamus (* 12. Februar 1998 in Vail, Colorado) ist ein US-amerikanischer Skirennläufer. Der dreifache Jugend-Olympiasieger gehört aktuell dem B-Kader des US-Ski-Teams an und startet vor allem in den Disziplinen Super-G, Riesenslalom und Slalom.

## Biografie
Als Sohn des langjährigen Skiclubleiters von Vail und früheren Entwicklungsleiters des US-Ski-Teams kam Radamus früh mit dem Skisport in Berührung.
Im November 2014 bestritt er in den Rocky Mountains seine ersten beiden FIS-Rennen, kurz darauf debütierte er auch im Nor-Am Cup. Nachdem er sich vorerst nicht im Spitzenfeld klassieren konnte, ging er im Januar 2016 bei den Olympischen Jugend-Winterspielen in Lillehammer an den Start. In Super-G, Kombination und Riesenslalom gewann er jeweils die Goldmedaille, im Slalom schied er aus. Damit war er nach Marco Schwarz der zweite Skirennläufer, der bei Jugendspielen drei Titel erringen konnte und der erste, dem dies in drei Einzeldisziplinen gelang. In der Saison 2016/17 etablierte er sich mit mehreren Spitzenresultaten im Nor-Am Cup und gewann bei seinen ersten Juniorenweltmeisterschaften in Åre hinter Loïc Meillard die Silbermedaille in der Kombination.
Am 3. Dezember 2017 gab Radamus im Riesenslalom von Beaver Creek sein Weltcup-Debüt. In der Folge gelangen ihm in Panorama an drei aufeinanderfolgenden Tagen seine ersten drei Nor-Am-Siege (Super-G, Kombination und Riesenslalom), womit er erstmals die Führung in der Gesamtwertung übernahm. Bei den Juniorenweltmeisterschaften 2018 in Davos gewann er die Silbermedaille im Super-G. Ein Jahr später gewann er bei den Juniorenweltmeisterschaften 2019 im Fassatal drei Medaillen: Gold im Super-G und im Riesenslalom sowie Silber im Mannschaftswettbewerb. In der Saison 2019/20 konzentrierte sich Radamus auf den Nor-Am Cup, unter anderem gewann er den Riesenslalom in Mont Édouard.
Bei den Alpinen Skiweltmeisterschaften 2021 in Cortina d’Ampezzo erreichte er nach einem Sieg über den Slowenen Žan Kranjec das Viertelfinale des Parallelrennens, in welchem er dem späteren Vizeweltmeister, Filip Zubčić aus Kroatien unterlag. In der Endabrechnung belegte er damit Rang 8. 3 Tage später machte er mit Rang 11 im Riesenslalom erneut auf sich aufmerksam. Zu Beginn der Saison 2021/22 erreichte Radamus mit Platz 6 beim Riesentorlauf in Sölden sein bis zu diesem Zeitpunkt bestes Ergebnis im Weltcup.
Bei den Olympischen Winterspielen in Peking belegte er nach Rang 15 im Super-G den vierten Rang im Riesenslalom als auch im Mannschaftswettbewerb. Bei den Weltmeisterschaften 2023 startete er als erneut Vierter in der Kombination. Im Mannschaftswettbewerb gewann er an der Seite von Tommy Ford, Paula Moltzan und Nina O’Brien die Goldmedaille. Ein Jahr später fuhr er als Dritter im Riesenslalom von Palisades Tahoe zu seinem ersten Weltcup-Podestplatz.

## Erfolge

### Olympische Spiele
- Peking 2022: 4. Riesenslalom, 15. Super-G

### Weltmeisterschaften
- Cortina d’Ampezzo 2021: 8. Parallelrennen, 11. Riesenslalom
- Courchevel/Méribel 2023: 1. Mannschaftswettbewerb, 4. Kombination, 16. Super-G
- Saalbach-Hinterglemm 2025: 4. Mannschaftswettbewerb, 17. Riesenslalom, 19. Super-G

### Weltcup
- 8 Platzierungen unter den besten zehn, davon 1 Podestplatz

### Weltcupwertungen
| Saison  | Gesamt | Gesamt | Super-G | Super-G | Riesenslalom | Riesenslalom | Slalom | Slalom | Parallel | Parallel |
| Saison  | Platz  | Punkte | Platz   | Punkte  | Platz        | Punkte       | Platz  | Punkte | Platz    | Punkte   |
| ------- | ------ | ------ | ------- | ------- | ------------ | ------------ | ------ | ------ | -------- | -------- |
| 2018/19 | 142.   | 7      | –       | –       | 49.          | 7            | –      | –      | –        | –        |
| 2019/20 | 129.   | 18     | –       | –       | –            | –            | –      | –      | 25.      | 18       |
| 2020/21 | 87.    | 57     | –       | –       | 28.          | 57           | –      | –      | –        | –        |
| 2021/22 | 57.    | 147    | –       | –       | 15.          | 147          | –      | –      | –        | –        |
| 2022/23 | 63.    | 114    | 45.     | 19      | 20.          | 95           | –      | –      | –        | –        |
| 2023/24 | 32.    | 275    | 27.     | 46      | 11.          | 217          | 46.    | 12     | –        | –        |
| 2024/25 | 36.    | 266    | 26.     | 50      | 12.          | 212          | 53.    | 4      | –        | –        |

### Nor-Am Cup
- Saison 2016/17: 2. Kombinationswertung
- Saison 2017/18: 1. Gesamtwertung, 2. Slalomwertung, 3. Super-G-Wertung, 3. Kombinationswertung, 4. Riesenslalomwertung
- Saison 2018/19: 6. Gesamtwertung, 4. Riesenslalomwertung, 6. Super-G-Wertung
- Saison 2019/20: 6. Gesamtwertung, 4. Kombinationswertung, 5. Riesenslalomwertung, 6. Super-G-Wertung
- 17 Podestplätze, davon 6 Siege:

| Datum             | Ort          | Land   | Disziplin    |
| ----------------- | ------------ | ------ | ------------ |
| 11. Dezember 2017 | Panorama     | Kanada | Super-G      |
| 12. Dezember 2017 | Panorama     | Kanada | Kombination  |
| 13. Dezember 2017 | Panorama     | Kanada | Riesenslalom |
| 8. Februar 2019   | Sun Valley   | USA    | Riesenslalom |
| 21. März 2019     | Sugarloaf    | USA    | Abfahrt      |
| 5. Februar 2020   | Mont Édouard | Kanada | Riesenslalom |

### Juniorenweltmeisterschaften
- Åre 2017: 2. Kombination, 10. Abfahrt, 28. Super-G, 33. Riesenslalom
- Davos 2018: 2. Super-G, 24. Abfahrt
- Fassatal 2019: 1. Super-G, 1. Riesenslalom, 2. Mannschaftswettbewerb, 4. Alpine Kombination, 8. Abfahrt

### Weitere Erfolge
- Jugend-Olympiasieger in Super-G, Riesenslalom und Kombination 2016
- US-Jugendmeister im Slalom 2015 und im Super-G 2016
- 1 Podestplatz im Europacup
- 3 Siege in FIS-Rennen